# Équipe de Belgique de football en 1985
Maillots
Chronologie
Saison précédente Saison suivante
L'équipe de Belgique de football dispute en 1985 les éliminatoires de la Coupe du monde.

## Objectifs
L'unique objectif pour la Belgique en cette année 1985 est la qualification pour la Coupe du monde.

## Résumé de la saison
Après cet Euro 1984 décevant, la Belgique entame plutôt mal les qualifications pour la Coupe du monde 1986 avec une défaite en Albanie (0-2) et un partage en Grèce (0-0). L'équipe se reprend sur la fin des éliminatoires et termine deuxième du groupe, une position qui la pousse aux barrages contre les Pays-Bas. Les Diables Rouges gagnent le match aller à Bruxelles (1-0). Lors du match retour, ils tiennent le (0-0) pendant une heure puis encaissent deux buts en moins d'un quart d'heure. À cinq minutes de la fin du match, le défenseur Georges Grün inscrit un but de la tête qui qualifie les Belges (1-2). Pour la deuxième fois consécutive, les « Oranje » sont éliminés d'une Coupe du monde par leurs voisins.

## Bilan de l'année
À la différence de buts de deux unités en leur défaveur, les Diables Rouges doivent laisser filer la seule place qualificative de leur groupe à la Pologne et ceux-ci se retrouvent en barrages face à leurs voisins néerlandais qu'ils remportent, grâce à la règle des buts marqués à l'extérieur, pour se qualifier pour leur seconde Coupe du monde consécutive et ainsi atteindre l'objectif fixé. Une qualification qui déclenche l'euphorie dans un pays traumatisé par le très récent drame du Heysel et à la suite du suspense haletant de la rencontre retour qui voit les Belges éliminés jusqu'au coup de tête salvateur de Georges Grün à la 85e minute.

### Coupe du monde 1986

#### Éliminatoires (zone Europe, Groupe 1)
| Rang | Équipe   | Pts | J | G | N | P | Bp | Bc | Diff |  | Résultats (▼ dom., ► ext.) |     |     |     |     |
| ---- | -------- | --- | - | - | - | - | -- | -- | ---- |  | -------------------------- | --- | --- | --- | --- |
| 1    | Pologne  | 8   | 6 | 3 | 2 | 1 | 10 | 4  | +6   |  | Pologne                    |     | 0-0 | 2-2 | 3-1 |
| 2    | Belgique | 8   | 6 | 3 | 2 | 1 | 7  | 3  | +4   |  | Belgique                   | 2-0 |     | 3-1 | 2-0 |
| 3    | Albanie  | 4   | 6 | 1 | 2 | 3 | 6  | 9  | -3   |  | Albanie                    | 0-1 | 2-0 |     | 1-1 |
| 4    | Grèce    | 4   | 6 | 1 | 2 | 3 | 3  | 10 | -7   |  | Grèce                      | 1-4 | 0-0 | 2-0 |     |

- Sélection directement qualifiée pour la Coupe du monde 1986
- Sélection barragiste

#### Barrages
| Équipe 1 | Résultat | Équipe 2  | Aller | Retour |
| -------- | -------- | --------- | ----- | ------ |
| Belgique | 2-2 E    | Pays-Bas  | 1-0   | 1-2    |
| Écosse   | 2-0      | Australie | 2-0   | 0-0    |

## Les matchs
| Coupe du monde 1986 Éliminatoires - Groupe 1                  | Belgique                    | 2 - 0   | Grèce | Stade du Heysel Laeken, Belgique               |                                                |
| 27 mars 1985 · 20:00 heure locale · Historique des rencontres | Vercauteren 69e · Scifo 89e | (0 – 0) |       | Spectateurs : 31 007 Arbitrage : Keith Hackett | Spectateurs : 31 007 Arbitrage : Keith Hackett |
| 27 mars 1985 · 20:00 heure locale · Historique des rencontres | Rapport (RBFA) Rapport      |         |       | Spectateurs : 31 007 Arbitrage : Keith Hackett | Spectateurs : 31 007 Arbitrage : Keith Hackett |

| Coupe du monde 1986 Éliminatoires - Groupe 1                  | Belgique                          | 2 - 0   | Pologne | Stade du Heysel Laeken, Belgique                 |                                                  |
| 1er mai 1985 · 20:00 heure locale · Historique des rencontres | Vandenbergh 30e · Vercauteren 52e | (1 – 0) |         | Spectateurs : 48 310 Arbitrage : Malcolm Moffatt | Spectateurs : 48 310 Arbitrage : Malcolm Moffatt |
| 1er mai 1985 · 20:00 heure locale · Historique des rencontres | Rapport (RBFA) Rapport            |         |         | Spectateurs : 48 310 Arbitrage : Malcolm Moffatt | Spectateurs : 48 310 Arbitrage : Malcolm Moffatt |

| Coupe du monde 1986 Éliminatoires - Groupe 1                       | Pologne                | 0 - 0   | Belgique | Stade de Silésie Chorzów, Pologne              |                                                |
| 11 septembre 1985 · 17:30 heure locale · Historique des rencontres |                        | (0 – 0) |          | Spectateurs : 65 000 Arbitrage : Bob Valentine | Spectateurs : 65 000 Arbitrage : Bob Valentine |
| 11 septembre 1985 · 17:30 heure locale · Historique des rencontres | Rapport (RBFA) Rapport |         |          | Spectateurs : 65 000 Arbitrage : Bob Valentine | Spectateurs : 65 000 Arbitrage : Bob Valentine |

| Coupe du monde 1986 Éliminatoires - Barrages                     | Belgique        | 1 - 0                  | Pays-Bas | Stade Constant Vanden Stock Anderlecht, Belgique |                                                |
| 16 octobre 1985 · 20:00 heure locale · Historique des rencontres | Vercauteren 19e | (1 – 0)                |          | Spectateurs : 30 764 Arbitrage : Pietro D'Elia   | Spectateurs : 30 764 Arbitrage : Pietro D'Elia |
| 16 octobre 1985 · 20:00 heure locale · Historique des rencontres |                 | Rapport (RBFA) Rapport | Kieft 3e | Spectateurs : 30 764 Arbitrage : Pietro D'Elia   | Spectateurs : 30 764 Arbitrage : Pietro D'Elia |

| Coupe du monde 1986 Éliminatoires - Barrages                      | Pays-Bas                 | 2 - 1   | Belgique | Stade Feijenoord Rotterdam, Pays-Bas             |                                                  |
| 20 novembre 1985 · 20:00 heure locale · Historique des rencontres | Houtman 60e · de Wit 72e | (0 – 0) | Grün 85e | Spectateurs : 54 000 Arbitrage : George Courtney | Spectateurs : 54 000 Arbitrage : George Courtney |
| 20 novembre 1985 · 20:00 heure locale · Historique des rencontres | Rapport (RBFA) Rapport   |         |          | Spectateurs : 54 000 Arbitrage : George Courtney | Spectateurs : 54 000 Arbitrage : George Courtney |

## Les joueurs
| Joueurs                 | Joueurs                   | QCM 1986 | QCM 1986 | QCM 1986 | QCM 1986 | QCM 1986 |
| ----------------------- | ------------------------- | -------- | -------- | -------- | -------- | -------- |
| Gardiens de but         |                           |          |          |          |          |          |
| Jean-Marie Pfaff        | Bayern Munich             | 90 19e   |          | 90       | 90       | 90       |
| Jacky Munaron           | RSC Anderlechtois         | r        | 90       | r        | r        | r        |
| Gilbert Bodart          | Standard de Liège         |          | r        |          |          |          |
| Défenseurs              |                           |          |          |          |          |          |
| Georges Grün            | RSC Anderlechtois         | 90       | 90       | 55e      | 68e      | 47e      |
| Gérard Plessers         | Hambourg SV               | 90       | 90       | 90       |          |          |
| Michel Renquin          | Servette Genève           | 90       | 90       | 90       | 90       |          |
| Michel De Wolf          | KAA La Gantoise           | 90       | r        | r        | r        | 90       |
| Franky Van der Elst     | Club Bruges KV            | r        | 90       | 90       | 90 38e   | 75e      |
| Leo Clijsters           | K Waterschei SV THOR Genk | r        | 82e      | 75e      | r        | 90       |
| Eric Gerets             | PSV Eindhoven             |          |          | 90       | 90       | 90       |
| Hugo Broos              | Club Bruges KV            |          |          |          |          | 90       |
| Michel De Groote        | RSC Anderlechtois         |          |          |          |          | r        |
| Milieux                 |                           |          |          |          |          |          |
| Enzo Scifo              | RSC Anderlechtois         | 90       | 82e      | 90       |          | 90       |
| René Vandereycken       | RSC Anderlechtois         | 90       | 90       | 90       | 90       | 90       |
| Jan Ceulemans           | Club Bruges KV            | 90       | 90       | 90       | 90       | 90       |
| Franky Vercauteren      | RSC Anderlechtois         | 90       | 80e      | r        | 90 84e   | 90       |
| Raymond Mommens         | KSC Lokeren               | r        | 80e      |          |          |          |
| Leo Van Der Elst        | Club Bruges KV            |          |          |          | 90       | 47e      |
| Attaquants              |                           |          |          |          |          |          |
| Erwin Vandenbergh       | RSC Anderlechtois         | 90       | 90       | 75e      | 90       |          |
| Eddy Voordeckers        | K Waterschei SV THOR Genk | 90       | 90       | 90       |          |          |
| Alexandre Czerniatynski | RSC Anderlechtois         | r        |          |          | 68e      |          |
| Marc Degryse            | Club Bruges KV            |          | r        | 55e      | r        |          |
| Nico Claesen            | Standard de Liège         |          |          |          | 90       |          |
| Philippe Desmet         | KSV Waregem               |          |          |          |          | 90       |
| Daniel Veyt             | KSV Waregem               |          |          |          |          | 75e      |

Un « r » indique un joueur qui était parmi les remplaçants mais qui n'est pas monté au jeu.
1. 1 2  Dernière sélection officielle pour le joueur.
2. 1 2  Première sélection officielle pour le joueur.

## Aspects socio-économiques

### Couverture médiatique
| Jour de diffusion | Match               | Compétition    | Diffuseur francophone | Diffuseur néerlandophone |
| ----------------- | ------------------- | -------------- | --------------------- | ------------------------ |
| 27 mars 1985      | Belgique - Grèce    | Coupe du monde | non diffusé           | non diffusé              |
| 1er mai 1985      | Belgique - Pologne  | Coupe du monde | non diffusé           | non diffusé              |
| 11 septembre 1985 | Pologne - Belgique  | Coupe du monde | RTBF                  | BRT                      |
| 16 octobre 1985   | Belgique - Pays-Bas | Coupe du monde | RTBF                  | BRT                      |
| 20 novembre 1985  | Pays-Bas - Belgique | Coupe du monde | RTBF                  | BRT                      |

Source : Programme TV dans Gazet van Antwerpen.

## Sources

### Archives
1. ↑  (nl) « Concentra online archief », sur krantenarchief.concentra.be, Mediahuis.